# Condado de Beltrami
El condado de Beltrami (en inglés: Beltrami County) es un condado en el estado estadounidense de Minnesota. En el censo de 2000 el condado tenía una población de 39.650 habitantes. La sede de condado es Bemidji.  El condado fue fundado el 28 de febrero de 1866 y fue nombrado en honor a Giacomo Beltrami, un explorador italiano.

## Geografía
Según la Oficina del Censo, el condado tiene un área total de 7.914 km² (3.056 sq mi), de la cual 6.489 km² (2.505 sq mi) es tierra y 1.425 km² (551 sq mi) (18,01%) es agua.

### Condados adyacentes
- Condado de Lake of the Woods (norte)
- Condado de Koochiching (noreste)
- Condado de Itasca (este)
- Condado de Cass (sureste)
- Condado de Hubbard (sur)
- Condado de Clearwater (suroeste)
- Condado de Pennington (oeste)
- Condado de Marshall (oeste)
- Condado de Roseau (noroeste)

### Áreas protegidas nacionales
- Chippewa National Forest

## Autopistas importantes
- U.S. Route 2
- U.S. Route 71
- Ruta estatal de Minnesota 1
- Ruta estatal de Minnesota 72
- Ruta estatal de Minnesota 89
- Ruta estatal de Minnesota 197

## Demografía
En el  censo de 2000, hubo 39 650 personas, 14 337 hogares y 9749 familias residiendo en el condado. La densidad poblacional era de 16 personas por milla cuadrada (6/km²). En el 2000 había 16.989 unidades habitacionales en una densidad de 7 por milla cuadrada (3/km²). La demografía del condado era de 76,66% blancos, 0,36% afroamericanos, 20,36% amerindios, 0,57% asiáticos, 0,02% isleños del Pacífico, 0,21% de otras razas y 1,84% de dos o más razas. 0,99% de la población era de origen hispano o latino de cualquier raza. 
La renta promedio para un hogar del condado era de $33 392 y el ingreso promedio para una familia era de $40.345. En 2000 los hombres tenían un ingreso medio de $30 434 frente a $22 045 para las mujeres. La renta per cápita para el condado era de $15 497 y el 17,60% de la población estaba bajo el umbral de pobreza nacional.

## Ciudades y pueblos
| - Bemidji - Blackduck - Funkley - Hines | - Kelliher - Pennington - Pinewood - Puposky | - Shooks - Solway - Tenstrike | - Turtle River - Waskish - Wilton |

### Municipios
| - Municipio de Alaska - Municipio de Battle - Municipio de Bemidji - Municipio de Benville - Municipio de Birch - Municipio de Buzzle - Municipio de Cormant - Municipio de Durand - Municipio de Eckles - Municipio de Frohn - Municipio de Grant Valley - Municipio de Hagali - Municipio de Hamre - Municipio de Hines | - Municipio de Hornet - Municipio de Jones - Municipio de Kelliher - Municipio de Lammers - Municipio de Langor - Municipio de Lee - Municipio de Liberty - Municipio de Maple Ridge - Municipio de Minnie - Municipio de Moose Lake - Municipio de Nebish - Municipio de Northern - Municipio de O'Brien | - Municipio de Port Hope - Municipio de Quiring - Municipio de Roosevelt - Municipio de Shooks - Municipio de Shotley - Municipio de Spruce Grove - Municipio de Steenerson - Municipio de Sugar Bush - Municipio de Taylor - Municipio de Ten Lake - Municipio de Turtle River - Municipio de Waskish - Municipio de Woodrow |

### Lugares designados por el censo
- Little Rock
- Ponemah
- Red Lake
- Redby

### Territorios No Organizados
- Brook Lake
- Lower Red Lake
- North Beltrami
- Shotley Brook
- Upper Red Lake